# Marathe
Pour les articles homonymes, voir Marathe (homonymie).
Cet article concerne le caste marathe. Pour la langue marathe, voir marathi (langue). Pour le groupe ethnolinguistique marathe, voir marathi (peuple). Pour l'actrice indienne, voir Priya Marathe.

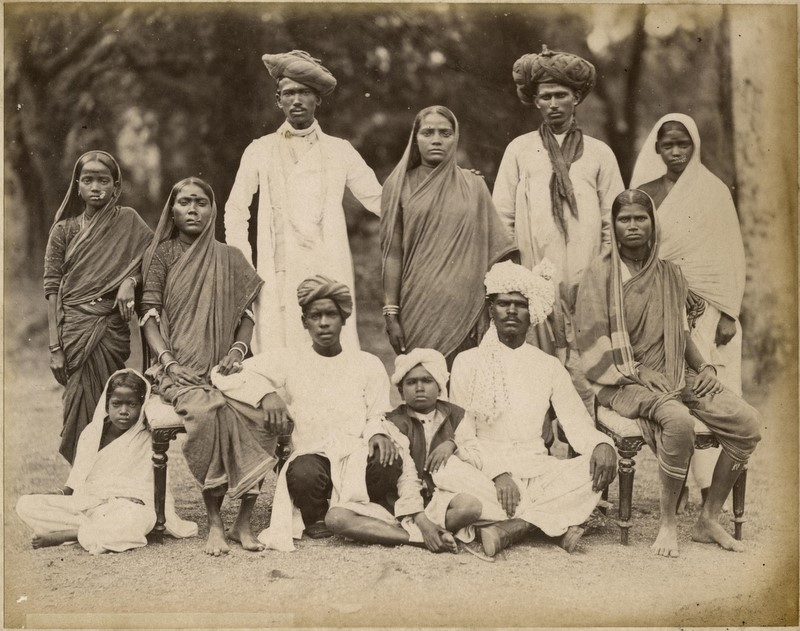
Une famille marathe de Bombay dans les années 1880.

Les Marathes sont une macro-caste indienne originaire des régions marathophones, apparue entre les XIVe et XVIe siècles. Ils sont liés à l'essor de l'Empire marathe, auquel ils contribuèrent fortement.
Ils sont issus du groupe ethnolinguistique marathe ou marathi présent au Karnataka, à Goa, au Gujarat, au Madhya Pradesh, mais surtout au Maharashtra, où la caste des marathes forme 40 % de la population de l'État. C'est ainsi une voire la caste dominante de cette région, en raison de son poids démographique, social et politique.
Si les marathes se conçoivent comme une caste du rang des Kchatriya, le consensus historique considère néanmoins qu'ils sont parmi les nombreuses communautés de l'Inde moderne ayant été affectées par le processus de « Kshatriyisation ». Les marathes seraient en effet une macro-caste sous laquelle se seraient fondus de nombreuses communautés d'origine diverse (Kunbi, Lohar, Dhangar, Gavli, etc.) mais toutes liées à la maîtrise des armes et à l'enrôlement dans les armées des différents sultanats du Deccan (notoirement ceux de Bijapur et d'Ahmednagar) entre les XIVe et XVIe siècles, qu'elles finiront par défaire, en affrontant également les envahisseurs moghols au XVIIe siècle. Le terme « marathe », désignant jusqu'alors le groupe ethnolinguistique de langue marathe ou marathi, devient progressivement une identité de caste parmi les élites issues de la formation de l'empire marathe et les communautés dominantes sous celui-ci.

## Clans
Les Marathes sont divisés en 96 clans :
- 24 clans Chandravanshi ;
- 24 clans Bramhavanshi ;
- 24 clans Suryavanshi ;
- 24 clans Nagavanshi.